# Markus Hofer (Politiker)
Markus Hofer (* 26. September 1971 in Haslach an der Mühl, Oberösterreich) ist ein österreichischer Unternehmer und Politiker (NEOS). Hofer ist seit Juli 2024 Mitglied des NEOS Bundesvorstands als Finanzreferent und seit dem 24. Oktober 2024 Abgeordneter zum Nationalrat.

## Ausbildung und Beruf
Markus Hofer besuchte zunächst das Bundesrealgymnasium Rohrbach und anschließend das Bundesgymnasium Bad Ischl, wo er 1990 maturierte. Er studierte Betriebswirtschaftslehre und Rechtswissenschaften an der Johannes Kepler Universität Linz und schloss beide Diplomstudien mit dem Magistergrad ab.
Seine berufliche Laufbahn begann Markus Hofer als Finanzanalyst bei Procter & Gamble (P&G). Für P&G war er bis zum Vizedirektor Finanzanalyse & Finanzplanung Osteuropa über 10 Jahre in Wien, Genf und Moskau tätig. Von 2008 bis 2011 arbeitete er als Geschäftsführer und CFO beim Schifffahrts- und Speditionsunternehmen Helogistics Holding GmbH (ehemals Erste Donau-Dampfschiffahrts GmbH), bevor er im Oktober 2011 beim österreichischen Industrie- und Technologieunternehmen Miba AG einstieg. Bei der Miba AG wurde er 2013 Finanzvorstand und CFO, 2024 verließ er das Unternehmen.

## Politik
Markus Hofer ist seit 2020 bei den UNOS (Wirtschaftsverband der NEOS) politisch aktiv und derzeit stv. Bundessprecher der UNOS. 2022 wurde er Landesfinanzreferent der NEOS in Oberösterreich. Von 2021 bis 2024 war er als Teil der Liste Industrie Mitglied des oberösterreichischen Wirtschaftsparlaments.
Bei der österreichweiten NEOS-Vorwahl zur Nationalratswahl 2024 belegte Markus Hofer den 11. Platz und wurde bei der folgenden Mitgliederversammlung als Listenzweiter in Oberösterreich nominiert, im Wahlkreis Linz ist er Spitzenkandidat der NEOS zur Nationalratswahl 2024. Im Juli 2024 wurde Markus Hofer bei der NEOS-Mitgliederversammlung als Finanzreferent in den NEOS-Parteivorstand gewählt.

## Privatleben
Markus Hofer ist verheiratet und Vater von zwei Kindern. Er lebt in St. Lorenz (Mondsee / OÖ) und Wien.